# Cartoon Network Racing
Cartoon Network Racing est un jeu vidéo de course, commercialisé en 2006 sur console PlayStation 2 et console portable Nintendo DS, développé par Firebrand Games et édité par Game Factory.

## Système de jeu

### PlayStation 2
Avant de débuter, le joueur doit choisir deux personnages à la façon de Mario Kart : Double Dash!! : un conducteur, celui qui conduit le kart, et le copilote, ce qui utilise des armes « cartoonesques » contre les autres coureurs. Le joueur peut courir contre d'autres personnages dans une série de courses et gagner en amassant un maximum de points. En solo, on joue forcément les deux personnages du kart, tandis qu'en multijoueur, il est possible de partager un kart à deux : l'un conduit, l'autre s'occupe des objets.

### Nintendo DS
Dans la version Nintendo DS, 20 personnages (9 au départ) peuvent être sélectionnés, chacun d'entre eux possédant son propre kart. Les personnages incluent Courage, Muriel et Eustache Eubage, Cléo, Chico et Le Rouge, Mr. Belette et Babouin, Johnny, Bunny Bravo et Suzy, Dexter, Dee Dee et Mandark, Bulle, Belle, Rebelle, Mojo Jojo, Lui et le Professeur Utonium.
Cartoon Network Racing compte un total de 16 circuits à la difficulté croissante éparpillés sur 4 coupes incluant :
- Coupe Trouillard : L'autoroute d'Aron City, Le Rallye de la mort, Sur l'île déserte, Circuit Cléo et Chico
- Coupe Morveux : Course dans le parc, Le laboratoire de Dexter, Un dimanche hivernal, Le circuit de Townsville
- Coupe Cochon : Au milieu de nulle part, Au Far-West, Virée à Evil Glade, Etranges Extra-terrestres
- Coupe Agent chimique X : Gros trafic à Townsville, Circuit au Mont Rush, Poursuite dans l'espace, Le laboratoire de Mandark

Contrairement à la version pour PlayStation 2, deux mini-jeux et trois cartoons sont inclus[réf. souhaitée].

#### Multijoueur
La Compétition Éclair est un mode sur Nintendo DS qui permet de jouer face à des joueurs ne possédant pas la cartouche du jeu. Dans ce mode, seuls les personnages de départ (excepté les Supers Nanas) sont disponibles et le seul circuit disponible est Le Laboratoire de Dexter. Lorsqu'une course est finie, une nouvelle course débute de suite après le tableau des scores[réf. souhaitée].

## Accueil
Le site Metacritic attribue une moyenne générale de 39 % au jeu à travers 11 différentes critiques pour la version PlayStation 2 et de 55 % sur la version Nintendo DS. Lucas M. Thomas du site IGN attribue à la version Nintendo DS une note de 5,8 « mediocre ». Dans son test, il critique la similitude du jeu avec ceux de la série Mario Kart, en particulier Mario Kart DS, et le manque de nouveaux personnages de chez Cartoon Network. Aaron Thomas du site GameSpot lui attribue un 6,3, une note « fair ». Il note également la ressemblance du jeu à Mario Kart, mais explique qu'une audience plus jeune trouverait le jeu attrayant sans difficulté.